# Kostel Nanebevzetí Panny Marie (Grunta)
Kostel Nanebevzetí Panny Marie v obci Grunta v okrese Kolín ve Středočeském kraji je významnou neorománsko-secesní stavební památkou. Na seznam nemovitých kulturních památek byl zapsán v roce 1958. V Památkovém katalogu Národního památkového ústavu je zaznamenán 4. stupeň ohrožení, tj. havarijní stav této památky, která spolu s přilehlým areálem hřbitova a márnice představuje v daném místě významný krajinotvorný prvek.

## Předchůdci
Kostel, doložený již roku 1305 byl v letech 1367–1398 nákladem horníků z nedaleké Kutné Hory přestavěn a rozšířen. Roku 1814 byl s výjimkou věže a šnekového schodiště kostel pro špatný stav zbourán a nahrazen roku 1817 dokončenou prostou lodí s trojboce ukončeným presbytářem. V roce 1905 byl púvodní kostel z iniciativy faráře Jana Záruby zcela zbořen a bylo přikročeno ke stavbě novostavby současného kostela.

## Současný kostel
Současná mohutná novorománská trojlodní bazilika s dvojicí západních věží byla vybudována v letech 1905–1908 podle plánu c. k. stavebního rady, architekta Rudolfa Vomáčky kolínským stavitelem Janem Sklenářem. Orientovaný kostel stojí, stejně jako jeho předchůdci, uprostřed hřbitova na jižním okraji obce. Hřbitov je obehnaný zdí s neogotickým cimbuřím a neorománskou márnicí v jeho jižní části. Náklady na stavbu ve výši 225 000 korun byly hrazeny výhradně z vlastního zádušního jmění kostela (v okolí se mylně traduje, že stavbu financoval světský patron a významný houslista Jan Kubelík, který byl v té době majitelem zámku Býchory). Zajímavostí ovšem je, že na stavbě coby kamenický učeň pracoval pozdější komunistický prezident Antonín Zápotocký. Novostavba byla vyzdobena pozoruhodnými secesizujícími malbami malíře Františka Urbana a jeho manželky. Secesně-neorománský je též kompletně celý mobiliář kostela.
Z původního kostela byly ponechány pouze tři renesanční náhrobníky Libenických z Vrchovišť a gotický zvon nápisem „ave maria gratia + pane bozie dai swobodu tiem kdoz te milugi a twau prawdu wyznawagi“
Je filiálním kostelem kutnohorské farnosti.